# Gerald John Mathias
Gerald John Mathias (* 20. September 1953 in Kallianpur, Mysore) ist ein indischer Geistlicher und römisch-katholischer Bischof von Lucknow.

## Leben
Gerald John Mathias empfing am 22. April 1979 das Sakrament der Priesterweihe für das Bistum Lucknow.
Papst Johannes Paul II. ernannte ihn am 22. Dezember 1999 zum Bischof von Simla und Chandigarh. Der Erzbischof von Delhi, Alan Basil de Lastic, spendete ihm am 9. April des folgenden Jahres unter freiem Himmel auf dem Gelände der Sacred Heart School Chandigarh die Bischofsweihe; Mitkonsekratoren waren Albert D’Souza, Bischof von Lucknow, und sein Amtsvorgänger als Bischof von Simla und Chandigarh, Gilbert Blaize Rego.
Papst Benedikt XVI. ernannte ihn am 8. November 2007 zum Bischof von Lucknow.